# Страна FM
Страна FM (Телерадиоканал Страна FM) — российская коммерческая развлекательная радиостанция и телеканал, начавшие работу в 2015 и 2016 году соответственно. Основу вещания составляли русскоязычные песни разных жанров и форматов для аудитории в возрасте 25-40 лет. В 2020 году радиостанция была заменена на радио «Твоя Волна» в FM-диапазоне и всё ещё доступна онлайн.

## История
30 сентября 2015 года основатели Радио Шансон Владимир Маслов и Игорь Ярков стали владельцами частоты 89,9 FM в Москве, на которой на тот момент вещала радиостанция «Кекс FM», принадлежавшая Европейской медиа группе. К этому моменту станция вещала только в Москве (89,9 FM) и Санкт-Петербурге (102,0 FM), региональные частоты были отданы другому проекту медиахолдинга «Радио Для Друзей».
30 октября 2015 года в 08:50 (мск) «Страна FM» начала вещание в Москве, заменив «Кекс FM», а также в Санкт-Петербурге и Выборге, заменив «Радио Рокс», начало полноценной работы станции ожидалось в конце мая — начале июня 2016 года.
15 августа 2016 года на базе радиостанции «Страна FM» был запущен собственный телеканал, являющийся первой в России, СНГ и Восточной Европе телевизионной адаптацией радиоэфира. Он доступен в Интернете и через спутникового оператора «Триколор» в пакете «Единый». Основу эфира телеканала составляла прямая трансляция происходящего в радиостудии и видеоклипов, сопровождающих песни.
С 15 ноября 2020 года (ровно в полночь) на бывших частотах «Страны FM» в Москве, Санкт-Петербурге, Луге и Выборге начала вещание радиостанция «Твоя Волна (Радио ТВ)», также основанная Владимиром Масловым и Игорем Ярковым, и являющийся младшей сестрой телеканала «Шансон ТВ». Вещание «Страны FM» (в том числе и телеканала) продолжилось в Интернете и на трёх оставшийся FM-частотах. Как было сказано в официальной группе «Страны FM» в соцсети «Вконтакте», данная радиостанция уступила место для слушателей серебряного возраста, чаще других «юзающих» FM-диапазон. 22 апреля 2024 года на московской частоте 89,9 FM начало вещание Радио Рекорд.

## Ведущие
- Александра Хайруллина

## Бывшие ведущие
| - Влад Кутузов - Юлия Егорова - Роман Шахов - Маша Новая - Антон Серебряков - Максим Колесников - Маша Покровская - Кирилл Исааков - Игорь Лантратов - Полина Мята - Никита Некрасов | - Лиза Калинина - Mike Voice (Михаил Николенко) - Ден Петров - Вероника Романова - Антон Климанов - Валерия Майорова - Ирина Славина (Санкт-Петербург) - Елена Чирицкая (Санкт-Петербург) - Анна Дробот (Санкт-Петербург) - Сергей Канахин (Санкт-Петербург) |

## Программы
- Хит-парад «ХИТ СТРАНЫ».
- Территория машин.
- Большая территория машин.
- Концертный зал.
- Программа по заявкам.
- ЗАРУБЕЖКА.
- Лучшее в стране.
- Наука и технологии.

## Рейтинг
В апреле 2016 года представители станции оценивали свою аудиторию в 3 %, в июне была озвучена цифра 5 % — 260 тыс. слушателей.

## Города вещания
Частота указана в МГц:
- Ухта — 91,0

### Вещание свёрнуто
- Самара — 91,5 (заменено на Радио Шансон)
- Бузулук — 95,4 (заменено на Радио Пи FM)
- Москва — 89,9 (заменено на Radio Record с 22.04.2024)
- Санкт-Петербург — 102,0 (заменено на Твоя Волна с 15.11.2020, с 28.02.2023 Rock FM/ Радио Рокс)
- Луга — 100,8 (заменено на Твоя Волна с 15.11.2020, с 28.02.2023 Rock FM/ Радио Рокс)
- Выборг — 98,8 (заменено на Твоя Волна с 15.11.2020, с 28.02.2023 Rock FM/ Радио Рокс)
- Ржев — 107,7 (заменено на Твоя Волна с 18. 08.2021) (заменено на Radio Record)
- Кропоткин — 91,1 (заменено на Твоя Волна с 1.05.2023) (3.09.2024 заменено на Кавказ Хит)
- Конаково — 91,4 (заменено на Твоя Волна с 01.05.2023) (15.07.2024 заменено на Radio Record)